# Johann Adam Hiller
Johann Adam Hiller (Zgorzelec, Sajonia, 25 de diciembre de 1728 - Leipzig, Prusia, 16 de junio de 1804) fue un compositor, director de orquesta y dramaturgo alemán, considerado el fundador del Singspiel y uno de los padres de la ópera alemana. Fue Maestro de capilla de la compañía de teatro de Abel Seyler, además de ser el cuarto director de orquesta de la Orquesta de la Gewandhaus de Leipzig.

## Biografía
Hiller se empezó a interesar en la música graias a su maestro de escuela de su ciudad natal. De 1740 a 1745 estudió en el gimnasio de Görlitz, y en 1746 estudió en la Kreuzschule de Dresde. Allí tomó clases de piano y bajo continuo con Gottfried August Homilius. En 1751 se trasladó a Leipzig, donde se matriculó en la universidad para estudiar derecho. Hiller se sumerge en la rica vida musical de la ciudad, componiendo varias sinfonías y cantatas de iglesia, además de un Singspiel titulado Das Orackle (El Oráculo, 1754). Hiller también publicó un ensayo (Abhandlung über die Nachahmung der Natur in der Musik) ese mismo año.
Después de trabajar para el Conde Brühl en Dresde, Hiller regresa a Leipzig, empezando a trabajar como director de orquesta, cargo que ocupó hasta 1771. Cuatro años más tarde, Hiller fundó su propia sociedad de conciertos, la Sociedad para la práctica de la música (Musikübende Gesellschaft). También fundó una escuela en la que se enseñaba a los jóvenes músicos la práctica de distintos instrumentos y la disciplina del canto. Dos de sus estudiantes más famosos fueron Corona Schröter y Gertrud Elisabeth Mara. En 1778 Hiller fue nombrado director de la Paulinerkirche, la iglesia de los Paulinos que pertenece a la Universidad de Leipzig.
En 1781 se convirtió en director de orquesta de los conciertos de la Gewandhaus de Leipzig. En el mismo año fue a la corte del duque de Curlandia en su Palacio de Mitau. Además de su trabajo en la Gewandhaus y en la Paulinerkirche, en 1783 se convirtió en director musical de la Neukirche, aunque dimitió de todos sus cargos en Leipzig para trasladarse a Mitau. Sin embargo, debido a la inestable situación política en la corte de Curlandia, dimite después de un año trabajando para el duque. 
Hiller ha de organizar conciertos para ganarse la vida, pero por suerte él consigue la posición de director musical de la ciudad de Breslavia en 1787. Pasó dos años en Breslavia y regresó a Leipzig en 1789 para convertirse en el Thomaskantor de la Iglesia de Santo Tomás, puesto ocupado anteriormente por Johann Sebastian Bach. Estuvo en cargo hasta 1800 cuando renunció debido a su avanzada edad, muriendo cuatro años después a la edad de 75 años.

## Óperas
- Die Verwandelten Weiber (Leipzig, 1766)
- Der Lustige Schuster (Leipzig, 1766)
- Lisuart und Dariolette (Leipzig, 1766)
- Lottchen am Hofe (Leipzig, 1767)
- Die Liebe auf dem Lande (Leipzig, 1768)
- Die Jagd (Weimar, 1770)
- Der Dorfbalbier (Leipzig, 1771)
- Die Muse (Leipzig, 1771)
- Der Aerndtekranz (Leipzig, 1772)
- Der Krieg (Berlín, 1772)
- Der Jubelhochzeit (Berlín, 1773)
- Die Kleine Ährenleserinn (Leipzig, 1778)
- Das Grab des Mufti (Leipzig, 1779)
- Poltis (Leipzig, 1782)